# Emma Escalante
Emma Escalante (Nogales, Sonora, 14 de septiembre de 1986) es una actriz y cantante mexicana. En la actuación ha tenido participación en distintas telenovelas de Televisa como Corona de lágrimas, Yo no creo en los hombres, La gata, Cuna de lobos, entre otras.
Actualmente es integrante del grupo Reinas de corazones, junto a Shanik Aspe, Jimena Gállego, María Inés Guerra y Kristal Silva.

## Biografía
Emma nació en Nogales, Sonora, pero toda su niñez y juventud la vivió en Caborca. Es egresada del Centro de Educación Artística de Televisa.
Durante una participación en el programa de televisión Se vale sufrió un accidente desde una tirolesa debido a una falla técnica, detonando en una caída que se hizo viral años después en redes sociales.
En 2021 audicionó en el programa de televisión La voz México de TV Azteca quedando en el equipo de Miguel Bosé.

## Trayectoria

### Televisión
| Año  | Título                         | Personaje                   |
| ---- | ------------------------------ | --------------------------- |
| 2004 | Rebelde                        |                             |
| 2010 | Hasta que el dinero nos separe | Taily                       |
| 2011 | La tempestad                   |                             |
| 2011 | Dos hogares                    | Karina                      |
| 2012 | Corona de lágrimas             |                             |
| 2013 | Por siempre mi amor            | Gemma                       |
| 2014 | Yo no creo en los hombres      | Corina Rosas                |
| 2014 | La gata                        | Victoria "Vicky" Suárez     |
| 2015 | Amor de barrio                 | Catalina Lopezreina (joven) |
| 2019 | Cuna de lobos                  | Mora                        |

### Cine
| Año  | Título        | Personaje |
| ---- | ------------- | --------- |
| 2017 | Danza de luna |           |
| 2017 | La jaula      |           |

### Concursante
| Año  | Programa      | Resultado |
| ---- | ------------- | --------- |
| 2021 | La voz México |           |